# 外喀爾巴阡州
外喀爾巴阡州（羅馬化：Zakarpatska oblast）是烏克蘭最西部的一州、為歷史地區喀爾巴阡魯塞尼亞的一部分。面積12,777平方公里，首府為乌日霍罗德，该州与斯洛伐克、匈牙利、罗马尼亚、波蘭接壤。

## 历史
公元677年建立的烏日霍羅德是該地區最早的城市，後來成為匈牙利和奧匈帝國的一部分，第一次世界大戰結束後該地區於1918年加入西烏克蘭人民共和國。1918年底，外喀爾巴阡東部遭羅馬尼亞王國侵占；1919年夏，該地區劃歸匈牙利蘇維埃共和國管轄。1920年特里亞農條約之後，該地區劃歸捷克斯洛伐克第一共和國管轄。
1938年，該地區南部因第一次維也納仲裁裁決劃歸匈牙利王國，剩餘地區劃為捷克斯洛伐克第二共和國所屬自治區，3月14日斯洛伐克第一共和國獨立後，外喀爾巴阡地區於15日宣布獨立，然而16日即被匈牙利王國吞併，被稱為「一日共和國」，匈牙利軍隊最終於18日完成了對該地區的占領。
1944年10月該地區被蘇聯紅軍占領，11月26日在穆卡切沃舉行了烏克蘭外喀爾巴阡地區人民委員會第一次代表大會，選舉於1944年11月10日至25日舉行。1945年6月29日，捷克斯洛伐克總統愛德華·貝奈斯簽署了一項條約正式割讓該地區；一個月後，外喀爾巴阡地區通過了《與蘇維埃烏克蘭統一宣言》，正式加入了烏克蘭蘇維埃社會主義共和國。
1945年2月至1950年5月，蘇聯當局在該地區完成了集體化，國有的木材廠、化工廠和食品加工廠規模得到擴大，大量烏克蘭人和俄羅斯人遷入該地區並在烏日哥羅德和穆卡切沃等主要城鎮的新住宅區定居。1991年烏克蘭舉行獨立公投時，外喀爾巴阡州委員會曾向當地居民徵求過關於自治的看法，大約78%的人口投票贊成自治，但最終外喀爾巴阡州並未被授予自治權。

## 地理
外喀爾巴阡州總面積為12,800平方公里，位於喀爾巴阡山脈的西南坡和山麓地區，地形以山地、丘陵為主，約80%是喀爾巴阡山區，植被包含落葉喬木、松柏、苔原景觀，其次是屬於喀爾巴阡盆地的外喀爾巴阡低地，而部份山毛櫸森林在2007年被聯合國教科文組織指定為世界自然遗产喀爾巴阡山脈原始山毛櫸森林和歐洲其他地區古山毛櫸森林。
該州最高點位在喬爾諾戈拉山脈的霍韦尔拉山，海拔高度2,061公尺，亦為烏克蘭國境的最高點。最低點位在烏日霍羅德區，海拔高度101公尺。外喀爾巴阡州屬於蒂薩河流域，蒂薩河在州境內全長223公里，最大湖泊賽尼維爾湖面積0.07平方公里。該地區平均溫度在夏季可達21攝氏度，在冬季則可達零下4攝氏度。

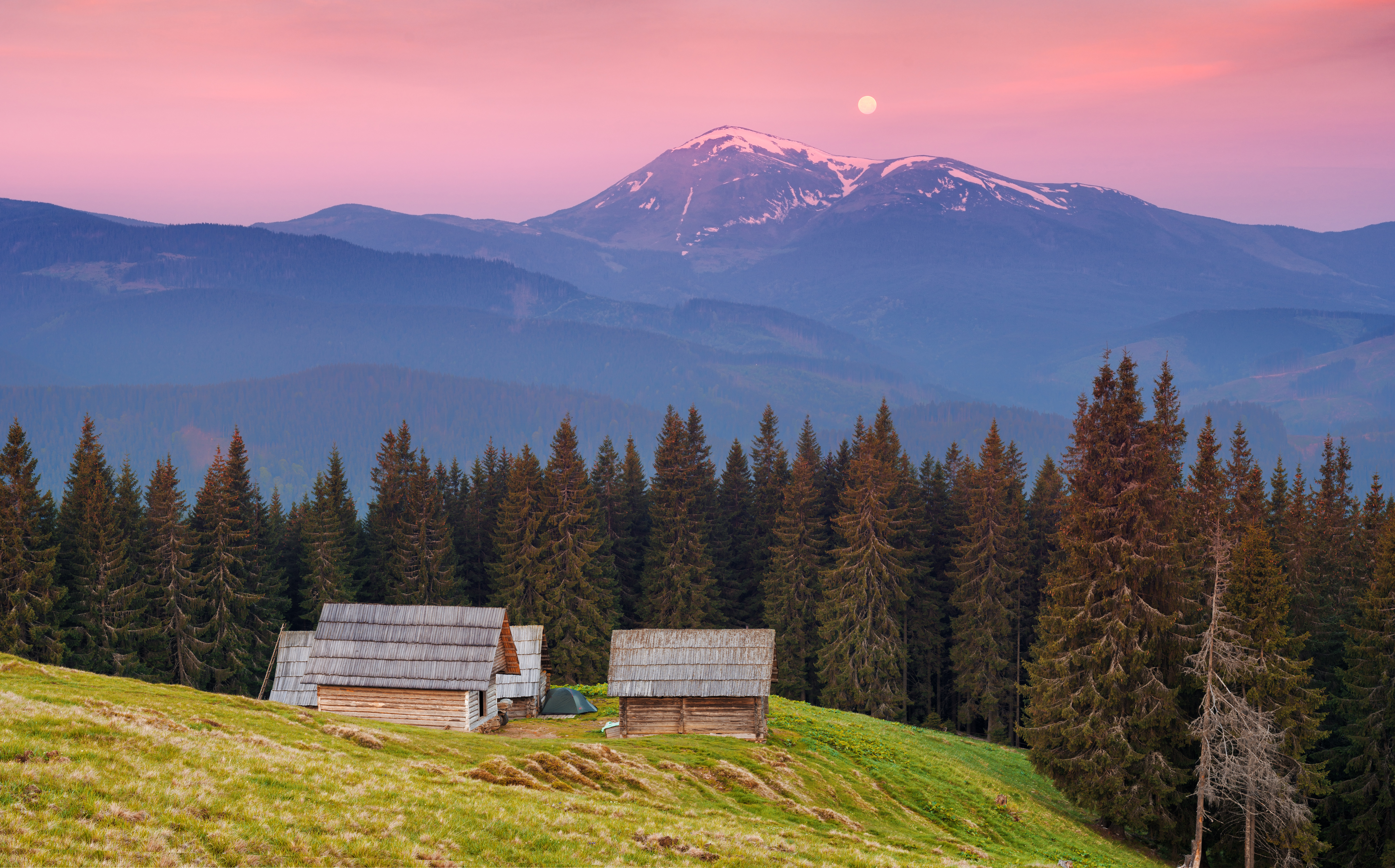
喀爾巴阡生物圈保護區的早晨
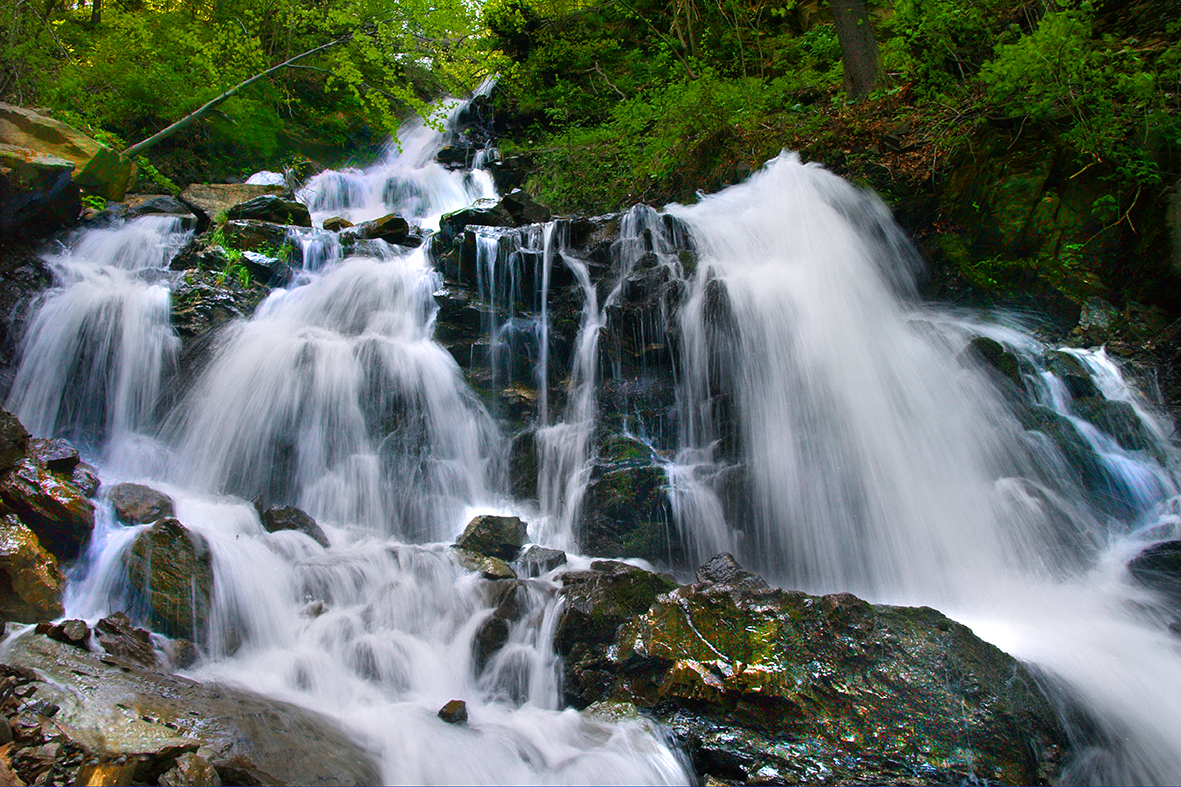
喀爾巴阡山間的瀑布
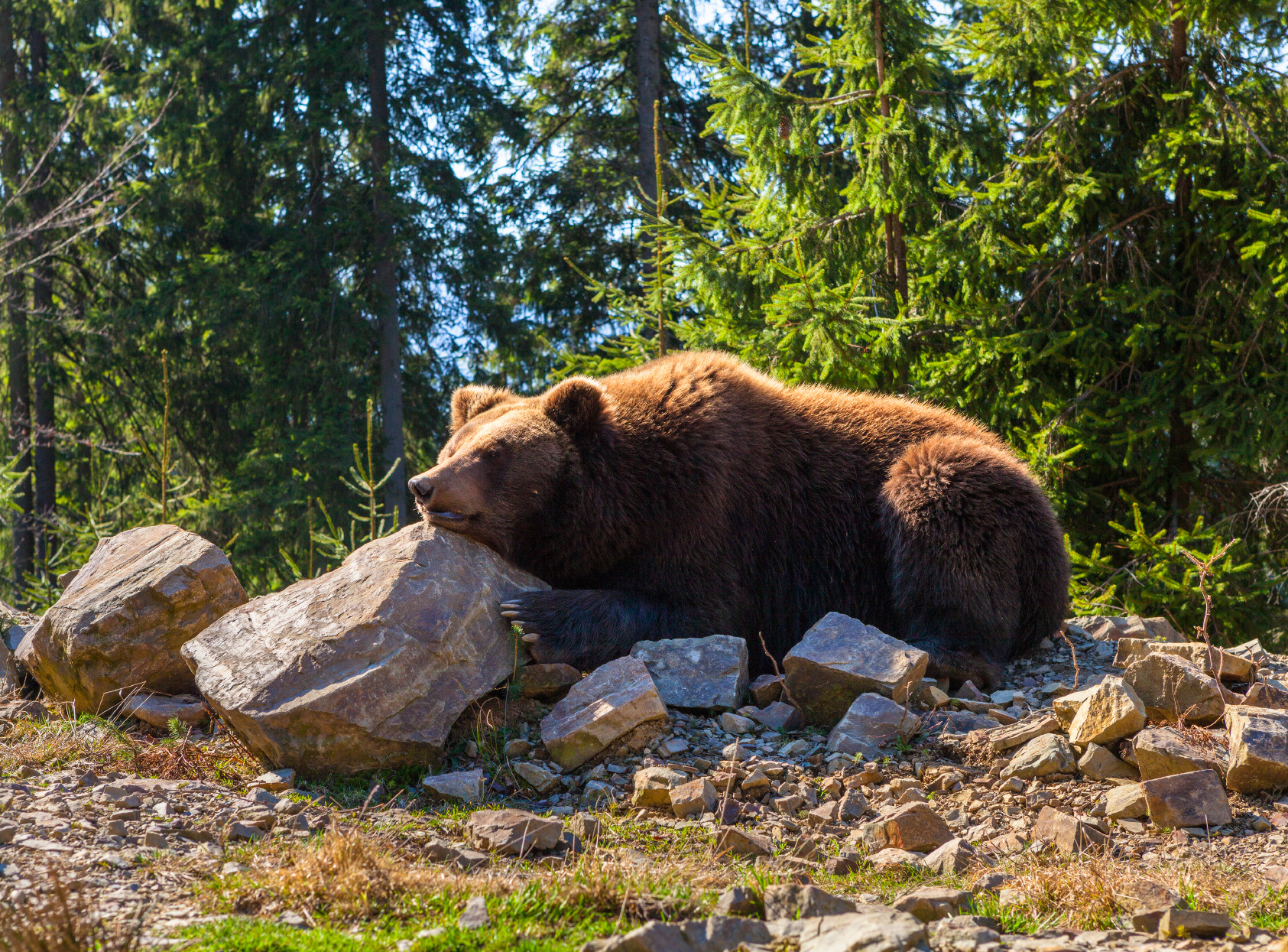
斯恩維爾國家公園的熊
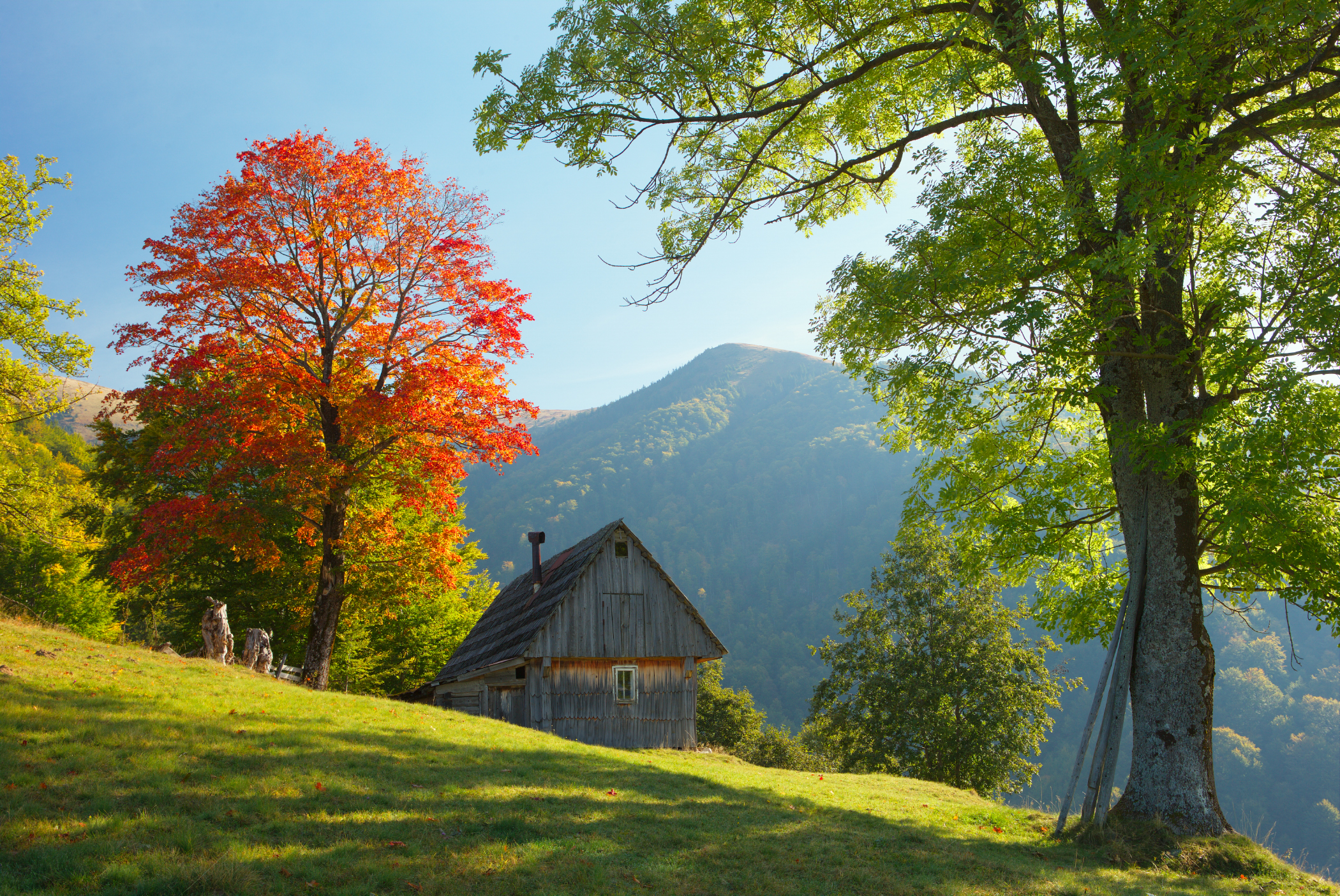
胡斯特區的鄉村

## 行政區劃

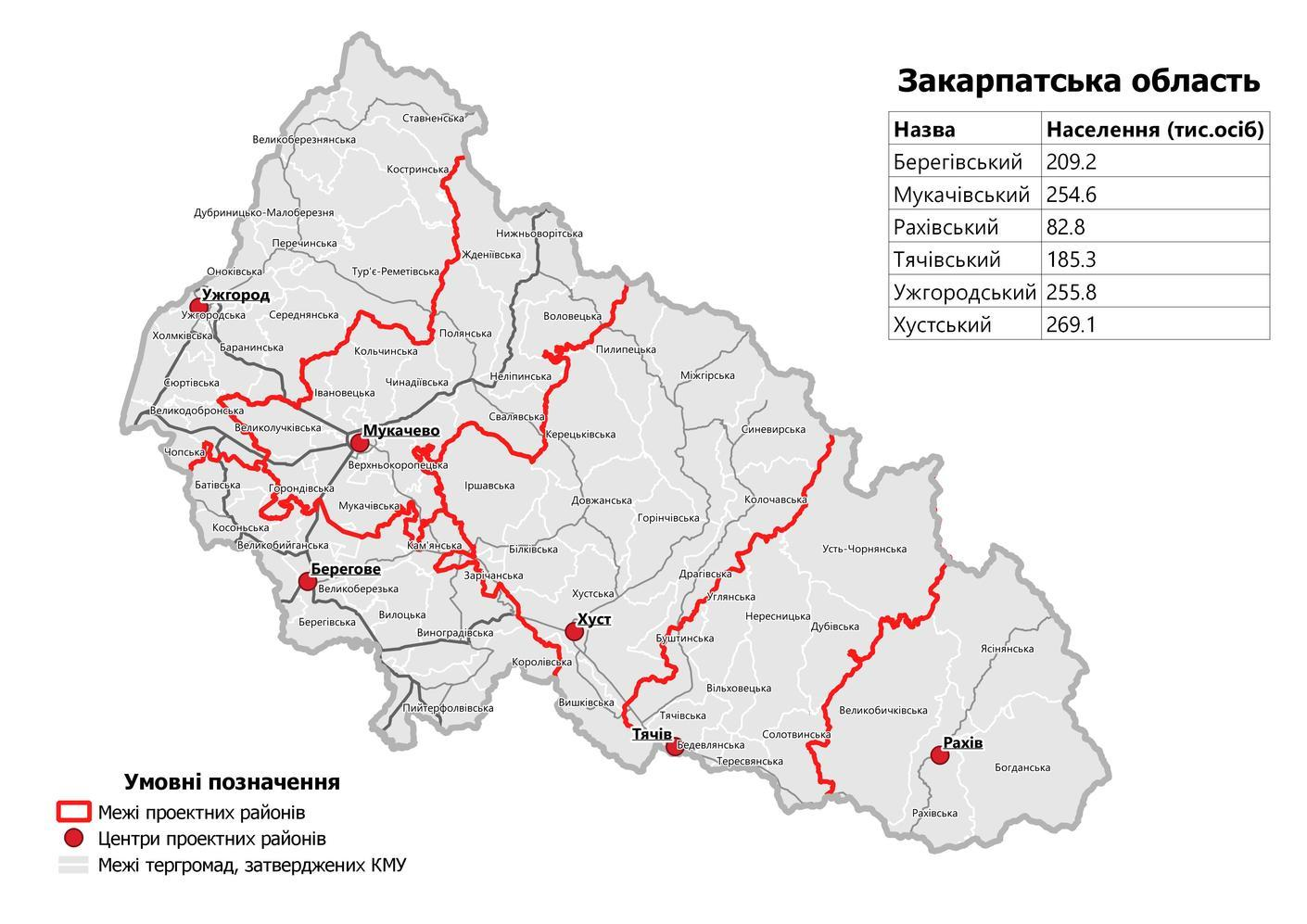
外喀爾巴阡州行政區劃(2020年8月後)

外喀爾巴阡州下的原13個行政區在2020年7月18日整併為6個行政區：
1. 贝雷霍韋區，区府贝雷霍韦
2. 胡斯特區，区府胡斯特
3. 穆卡切沃區，区府穆卡切沃
4. 拉希夫區，区府拉希夫
5. 佳奇夫区，区府佳奇夫
6. 烏日霍羅德區，区府是乌日霍罗德

## 人口

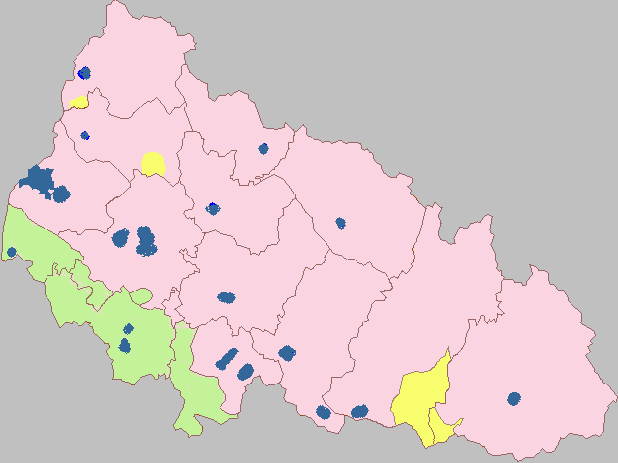
2001年外喀爾巴阡州民族
烏克蘭人
匈牙利人
羅馬尼亞人
俄羅斯人

該地區的人口在1950年代和1960年代顯著增加，但1995年該地區首次出現人口減少，2008年，該地區的出生率首次超過死亡率。2022年人口估計為1,244,476人。2001年的人口普查中，烏克蘭人和在統計中被歸類為烏克蘭人的盧森尼亞人佔77.5%，其他民族在外喀爾巴阡地區相對較多，其中最大的是匈牙利人（15.1%）、羅馬尼亞人（2.6%）、俄羅斯人（2.5%）、羅姆人（1.1%）、斯洛伐克人（0.5%）和德國人（0.3%）。
大約三分之二的人口是東正教徒，大約四分之一是天主教徒。最大的教派是基輔宗主教區的烏克蘭東正教，其次是莫斯科宗主教區的烏克蘭東正教和魯塞尼亞希臘禮天主教會，根據2015年的調查，外喀爾巴阡州68%的人口信奉東正教，19%信奉魯塞尼亞希臘禮天主教，7%信奉羅馬天主教。新教徒和無教派基督徒分別佔人口的1%和3%，只有百分之一的人口不信奉任何宗教。

## 經濟
林業和木材工業是外喀爾巴阡州的主要產業，其他工業包括食品工業和機械工業，最常見的作物包括穀物、土豆和其他蔬菜。在低地耕地占主導地位，在山區則以草地牧場為主，耕地面積20.06萬公頃，種植小麥和玉米等作物。該地區的農場主要從事肉牛和奶牛養殖，也有從事養豬、家禽養殖、養蜂、養羊、蔬菜種植、園藝和葡萄栽培等。